# Mont Stromlo
Le mont Stromlo est situé un peu à l'ouest du centre de Canberra la capitale fédérale australienne, près du district de Weston Creek. Son point culminant est à environ 770 mètres d'altitude.
Il est surtout connu pour abriter l'observatoire du Mont Stromlo (MSO en abréviation anglaise) dirigé par l'Université nationale australienne et la principale usine de traitement d'eau pour la ville de Canberra alimentée par le captage de la Cotter River.
Son nom vient de Mont Strom qui était son nom officiel auparavant.

## Histoire

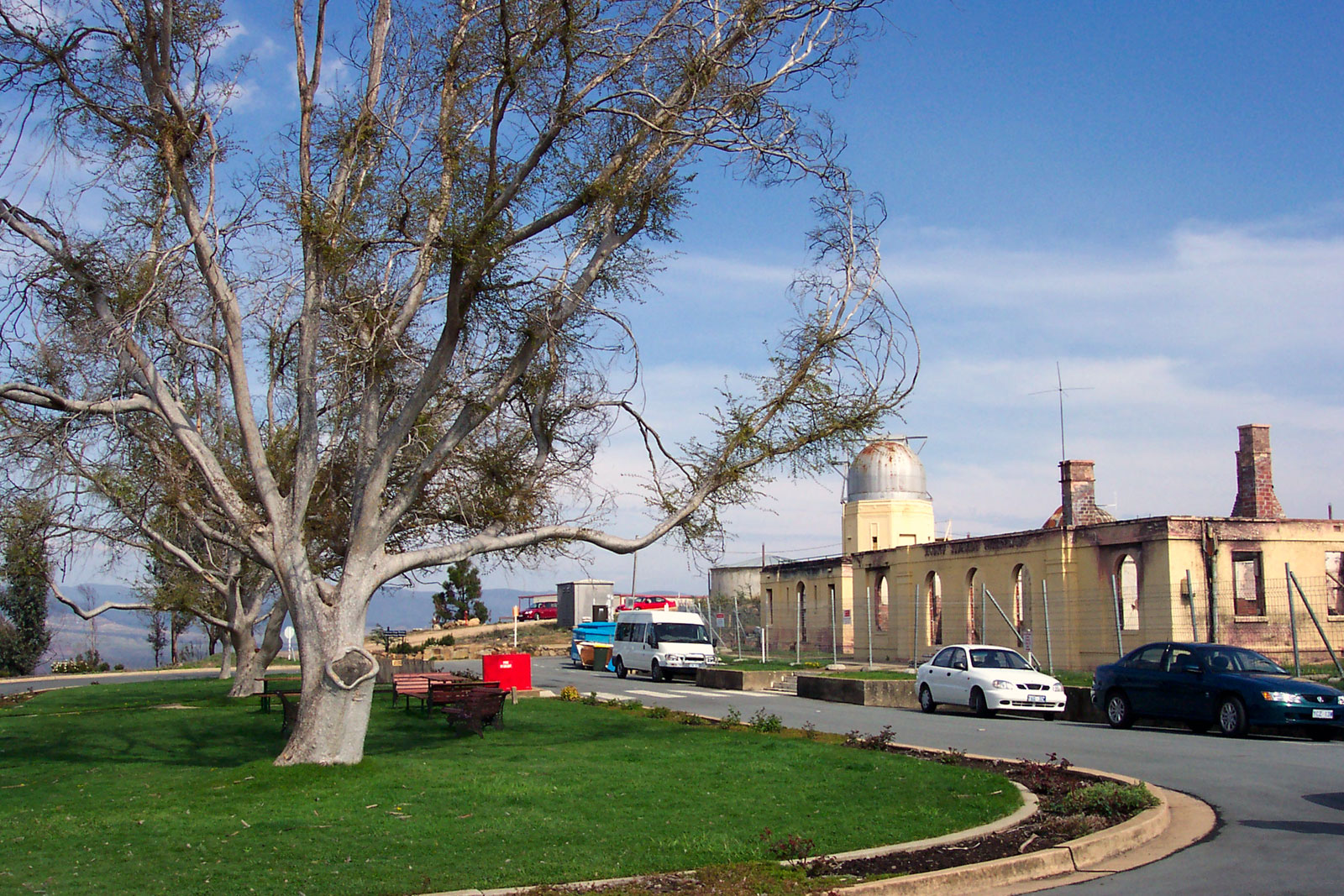
Les restes des bâtiments administratifs de l'observatoire après l'incendie de 2003

Le premier télescope installé sur le mont Stromlo fut le télescope Oddie qui fut installé le 8 septembre 1911.  Le bâtiment recouvrant le télescope fut le premier bâtiment construit dans l'agglomération de Canberra. En janvier 1913 il fut relié par téléphone au commutateur de Queanbeyan.
Le mont Stromlo fut dévasté par un gigantesque feu de forêt en 2003. Le feu se propagea surtout à cause des plantations de pins qui couvraient la montagne et détruisit ou endommagea gravement la plus grande partie de l'observatoire et l'usine de traitement d'eau.
On peut accéder au sommet par la Cotter Road sur le versant sud et par l'Uriarra Road sur les versants est et nord. On peut atteindre le sommet par une route rejoignant Cotter road juste à la sortie de Duffy.

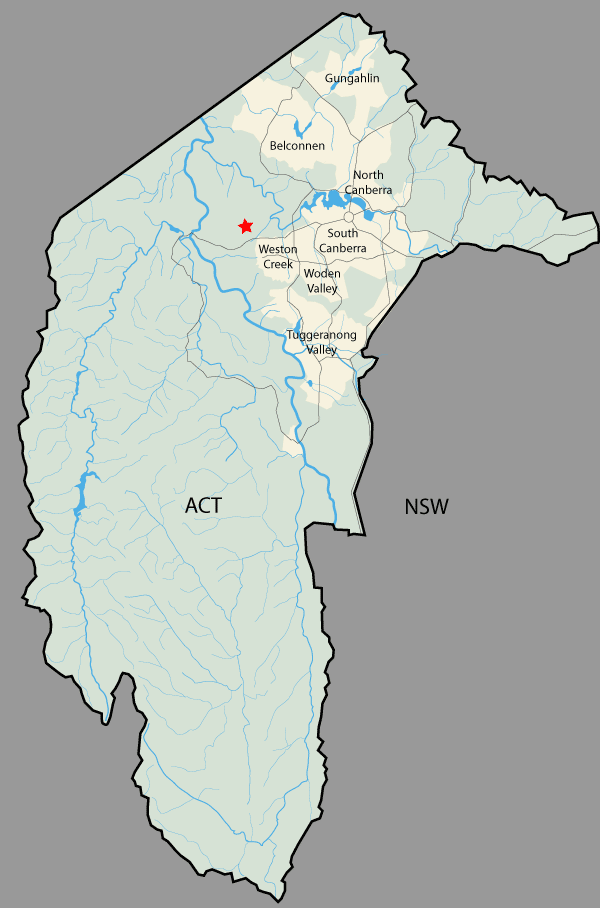
Carte de localisation dans le Territoire de la capitale australienne.